# Bolesław Pędzikiewicz
Bolesław Pędzikiewicz (ur. 21 stycznia 1895 w Jaworznie, zm. 8 grudnia 1926 w Krakowie) – żołnierz armii austriackiej i porucznik Wojska Polskiego II RP, kawaler Orderu Virtuti Militari.

## Życiorys
Urodził się w rodzinie Karola i Anny z d. Czerwonka. Absolwent Seminarium Nauczycielskiego w Krakowie. Podczas nauki od 15 listopada 1915 zmobilizowany do armii austriackiej, w której służył do 1918. Podczas tej służby ukończył szkołę oficerską. Od listopada 1918 w szeregach Wojska Polskiego, został przydzielony do 37 pułku piechoty na stanowisko dowódcy kompanii. Jako dowódca batalionu brał udział w I powstaniu śląskim, gdzie nosił pseudonim „Gryzoń”. Walczył następnie podczas trwającej wojny polsko-bolszewickiej.
Szczególnie odznaczył się 18 sierpnia 1920 w walkach k. Pińska, gdzie „po przełamaniu linii obrony nieprzyjaciela i zdobyciu km pod Arcelinem, ruszył na czele oddziału dalej i pod osłoną nocy przeprowadził udany atak frontalny na wieś Babuszewo, gdzie został ciężko ranny”. Za tę postawę został odznaczony Orderem Virtuti Militari.
Po zakończeniu wojny pracował jako adiutant i oficer sanitarny w szpitalu wojskowym Dowództwa Okręgu Korpusu Nr V w Krakowie. Zmarł w Krakowie. Był kawalerem.

## Ordery i odznaczenia
- Krzyż Srebrny Orderu Wojskowego Virtuti Militari nr 4504[1][2]
- Medal Niepodległości – pośmiertnie 27 czerwca 1938 „za pracę w dziele odzyskania niepodległości”[3]